# Wołodymyr Łarin
Wołodymyr Mykołajowycz Łarin, ukr. Володимир Миколайович Ларін (ur. 8 listopada 1977 w obwodzie iwanofrankowskim) – ukraiński piłkarz, grający na pozycji pomocnika.

## Kariera piłkarska

### Kariera klubowa
Wiosną 1995 rozpoczął karierę piłkarską w Chimiku Kałusz. Latem 1995 został zaproszony do Prykarpattia Iwano-Frankowsk. Na początku 1996 przeszedł do Skały Stryj, a latem przeniósł się do Wołyni Łuck. Na początku 1998 powrócił do Prykarpattia Iwano-Frankowsk, w którym rozegrał prawie 100 meczów. Również występował w farm klubach FK Tyśmienica i Enerhetyk Bursztyn. Latem 2002 przeszedł do Czornohory Iwano-Frankowsk, po czym zakończył karierę piłkarską. Potem grał w amatorskich zespołach, m.in. Cementnyk Jamnica.